# Bushton
Bushton és una població dels Estats Units a l'estat de Kansas. Segons el cens del 2000 tenia 314 habitants.

## Demografia
Segons el cens del 2000, Bushton tenia 314 habitants, 134 habitatges, i 95 famílies. La densitat de població era de 577,3 habitants per km².
Dels 134 habitatges en un 26,9% hi vivien nens de menys de 18 anys, en un 60,4% hi vivien parelles casades, en un 7,5% dones solteres, i en un 29,1% no eren unitats familiars. En el 26,9% dels habitatges hi vivien persones soles el 14,9% de les quals corresponia a persones de 65 anys o més que vivien soles. El nombre mitjà de persones vivint en cada habitatge era de 2,34 i el nombre mitjà de persones que vivien en cada família era de 2,8.
Per edats la població es repartia de la següent manera: un 23,9% tenia menys de 18 anys, un 7% entre 18 i 24, un 23,6% entre 25 i 44, un 25,5% de 45 a 60 i un 20,1% 65 anys o més.
L'edat mediana era de 42 anys. Per cada 100 dones de 18 o més anys hi havia 88,2 homes.
La renda mediana per habitatge era de 37.250 $ i la renda mediana per família de 47.708 $. Els homes tenien una renda mediana de 32.500 $ mentre que les dones 18.000 $. La renda per capita de la població era de 17.125 $. Entorn del 6,3% de les famílies i el 9,5% de la població estaven per davall del llindar de pobresa.

## Poblacions properes
El següent diagrama mostra les poblacions més properes.